# Un asunto privado
 Un asunto privado es una película coproducción de Argentina y España filmada en colores dirigida por Imanol Arias sobre el guion de Carlos López y José Ángel Esteban que se estrenó en Argentina el 17 de abril de 1997 y que tuvo como actores principales a Jorge Perugorría, Pastora Vega, Antonio Valero y  Fabián Vena.

## Sinopsis
Una artista contrata a un gigoló por intermedio de su fiel sirviente y amante para materializar un juego de espejos y representaciones.

## Reparto
- Jorge Perugorría
- Pastora Vega
- Antonio Valero
- Fabián Vena
- Patricia Vico

## Comentarios
La Nación opinó:

«Poco creíble y dispuesto a insertarse en estos films que buscan atraer al público por medio de extrañas sensaciones, Un asunto privado se convierte en una espiral que pretende buscar la inquietud sobre la base de una fórmula que, alo largo de la historia del cine, tuvo muchos imitadores. Poco hay de rescatable.»

Cinenet.com dijo:

«Si bien es destacable la audacia de su director para llevar de la mano una trama tan complicada para ser su debut en la dirección, la película deja entrever numerosos despistes de planificación que no acaban de enganchar al espectador hasta bien entrada la historia.»

Manrupe y Portela escriben:

«…coproducción absolutamente fallida.»